# Ernst Böcker
Die Ernst Böcker GmbH & Co. KG ist ein mittelständisches Familienunternehmen aus der ostwestfälischen Stadt Minden. Das Unternehmen wurde 1925 von Ernst Böcker gegründet. Die Firma ist spezialisiert auf Sauerteig-Produkte für Geschäftskunden und produziert seit 2012 an einem separaten Produktionsstandort zusätzlich glutenfreie Backwaren für Endverbraucher.

## Geschichte
Lange vor der eigentlichen Firmengründung beschäftigte sich Ernst Böcker mit dem Prinzip der natürlichen Reinzucht. Als ehemaliger Meister einer Hefefabrik übertrug er seine Erfahrungen mit dem Reinzucht-Prinzip auf die Sauerteig-Gärung. Böcker hatte sich daran gestört, dass Roggenbrot oft zu sauer oder klitschig wurde. Da Roggenbrote versauert werden müssen, um überhaupt genießbar zu sein, entwickelte Böcker das Prinzip der natürlichen Reinzucht weiter und brachte es mithilfe einer von ihm hergestellten Starterkultur zur Anwendung. Damit war es erstmals möglich, Roggenbrote in gleichmäßiger und genießbarer Qualität herzustellen, was ein bedeutender Schritt in der Entwicklung des Bäckereiwesens war.
1925 gründete Ernst Böcker die „Ernst Böcker Sauerteigfabrik“ und vertrieb seine Sauerteig-Starterkultur deutschlandweit an Bäckereien. 1926 übernahm Ernst Böckers Sohn Hermann den Verkauf und später die Leitung des Geschäfts. In den 1920er und 1930er Jahren gehörten bereits über 10.000 Bäckereien zur Kundschaft.
1945 wurde der Betrieb durch einen Bombenangriff zerstört, in den Folgejahren aber wieder aufgebaut. 1956 starb Hermann Böcker überraschend und sein Sohn Ernst-Joachim Böcker übernahm die Geschäftsführung. In den folgenden Jahrzehnten entwickelte die Firma getrocknete, flüssige und pastöse Sauerteig-Produkte, die an verschiedenen Standorten produziert und mittlerweile weltweit vertrieben werden.
Seit 1995 wird das Unternehmen in vierter Generation geführt. Im Jahr 2004 wurden erstmals glutenfreie Sauerteig-Produkte hergestellt, seit 2012 zusätzlich glutenfreie Backwaren unter dem Markennamen „Glutenfrei von Böcker“. Neben Vertretungen in vielen Ländern gibt es seit 2003 eine Tochtergesellschaft in Frankreich. Die Starterkultur Böcker Reinzucht-Sauerteig ist heute weltweit als Kultur für die Herstellung von Roggenbrot verbreitet. Sie wird in vergleichenden Anwendungsversuchen oft als Referenz verwendet.